# Črenšovci
Črenšovci – wieś w Słowenii, siedziba gminy Črenšovci. W 2018 roku liczyła 1127 mieszkańców.